# 니콜 모리

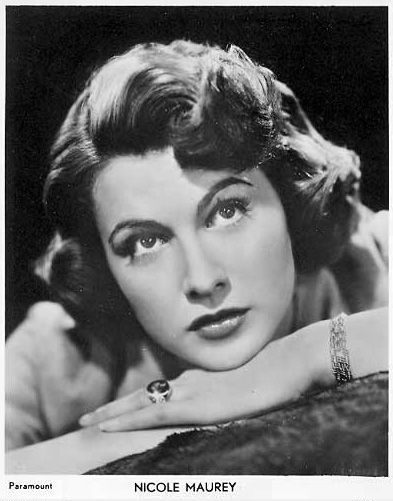

니콜 모리(Nicole Maurey, 1926년 12월 20일 ~ 2016년 3월 11일)는 프랑스의 영화배우이다.
부아콜롱브에서 태어났으며 베르사유에서 사망하였다.

## 영화
- 샤넬 (1981년)
- 글로리아 (1977년)
- 트리피드의 날 (1962년)
- 하이 타임 (1960년)
- 미 앤 더 콜로넬 (1958년)
- 웨폰 (1957년)
- 볼드 앤 브레이브 (1956년)
- 잉카의 비밀 (1954년)
- 어느 시골 본당 신부의 일기 (1950년)